# Napló kisfiamnak
A Napló kisfiamnak (eredeti cím: A Journal for Jordan) 2021-ben bemutatott amerikai filmdráma Denzel Washington rendezésében. Washington a film egyik producereként is közreműködött. A forgatókönyvet Virgil Williams írta. A forgatókönyv Dana Canedy A Journal for Jordan: A Story of Love and Honor című könyvén alapul. A főszerepben Michael B. Jordan látható, a mellékszerepeket pedig Jalon Christian, Robert Wisdom és Tamara Tunie alakítják.
A filmet 2021. december 25-én mutatta be a Columbia Pictures. Általánosságban vegyes értékeléseket kapott a kritikusoktól.

## Cselekmény
Mielőtt Charles Monroe King őrmestert megölik Bagdadban, ad a fiának egy naplót, azzal a szándékkal, hogy elmondja, hogyan éljen jól, annak ellenére, hogy apa nélkül fog felnőni.

## Szereplők
- Michael B. Jordan – Charles Monroe King őrmester
- Chanté Adams – Dana Canedy
- Jalon Christian – Jordan
- Robert Wisdom – T.J. Canedy őrmester
- Tamara Tunie – Penny Canedy
- Jasmine Batchelor – Gwen Canedy
- Marchánt Davis – Mike Canedy
- Susan Pourfar – Miriam
- Cleveland Berto – Mohammed
- Vanessa Aspillaga – Robin
- Grey Henson – Ciro
- Johnny M. Wu – Manny
- David Wilson Barnes – Schaefer
- Melanie Nicholls-King – Kaleshia

## A film készítése
2018 januárjában jelentették be, hogy a film rendezője Denzel Washington lesz. A forgatókönyvet Virgil Williams írta. A forgatókönyv Dana Canedy memoárján alapul. 2019 februárjában jelentették be, hogy Michael B. Jordan fogja alakítani a főszerepet. 2020 októberében Chanté Adams szerepet kapott a filmben. A film gyártása 2020 decemberében kezdődött. 2021 februárjában Robert Wisdom, M. Wu és Jalon Christian csatlakozott a stábhoz. 2021 márciusában Tamara Tunie csatlakozott a szereplőgárdához.

## Fogadtatás
A Rotten Tomatoes honlapján 39%-os értékelést ért el 61 kritika alapján, és 5,2 pontot szerzett a tízből. A Metacritic-en 42 pontot szerzett a százból, 19 kritika alapján. A CinemaScore honlapján átlagos minősítést kapott.